# Kevin Peter Hall
Kevin Peter Hall (Pittsburgh, Pensilvania; 9 de mayo de 1955 - Los Ángeles, California; 10 de abril de 1991) fue un actor y deportista afroamericano estadounidense, famoso por su estatura de 2 metros y 18 centímetros y por haber interpretado a la criatura alienígena Depredador en la película homónima, entre otros muchos roles de monstruos de ciencia ficción.

## Biografía
Kevin Peter Hall desarrolló desde temprana edad una elevada estatura en relación con otros niños de su edad; sus padres Charles Hall y Sylvia Hall eran también de elevada estatura: él medía 1,98 ms y ella 1,87 y Peter con 2,18 ms fue el más alto de siete hijos con una media de altura de 1,95. La estatura de Kevin a los 16 años ya superaba los 2 metros. Como era de esperarse, fue la estrella del baloncesto en el instituto Penn Hills High School y ya graduado, hacia finales de la década de los 1970, Hall llegó a jugar profesionalmente un año en la Liga Especial de Baloncesto de Venezuela en su posición de defensa, destacándose en los bloqueos.
Se interesó por la actuación y estudió en la Universidad George Washington en el área de teatro. Posteriormente realizó producciones musicales junto a Jay Fenichel en Los Ángeles.
Debutó en el cine en 1979, en el film de terror Prophecy. Actuó como el Dr. Elvin Lincoln en la serie Misfits of science (1985) y además como piegrande en el film Harry and the Hendersons en 1987.
En 1985 conoció a la actriz Alaina Reed mientras trabajaba en la serie de TV 227, donde ella era coestrella como Rose Lee Holloway. Se casaron en 1988 y él se convirtió en el padrastro de los dos hijos que ella tenía de su primer matrimonio.
En 1986 fue seleccionado por la 20th Century Fox para reemplazar al renunciado Jean Claude Van Damme en la película de acción y ciencia ficción titulada Depredador, junto a Arnold Schwarzenegger; junto con ello, la producción decidió desechar el disfraz de la criatura original por uno a la medida de Hall, el cambio de actor y apariencia de la criatura contribuyó enormemente al éxito de la franquicia. Con su enorme estatura dio vida a la nueva criatura creada por Stan Winston, y también apareció sin caracterizar en la parte final como el piloto del helicóptero de rescate.
Luego realizó la misma actuación en la segunda parte, Depredador 2, en 1990.
También dio vida a otros personajes del género del terror.
En 1991, debido a una transfusión de sangre que se le practicó a consecuencia de un grave accidente de tráfico, Kevin contrajo el VIH, que posteriormente le ocasionó el síndrome de inmunodeficiencia adquirida.
Murió el 10 de abril de 1991, a los 35 años, después de un corto pero intenso desarrollo de la enfermedad.